# العقاير (جبلة)

تعديل مصدري - تعديل

العقاير هي إحدى قرى عزلة انامر اعلى بمديرية جبلة التابعة لمحافظة إب، بلغ تعداد سكانها 779 نسمة حسب تعداد اليمن لعام 2004.